# مایلز اوکامپو
مایلز اوکامپو (انگلیسی: Miles Ocampo؛ زادهٔ ۱ مهٔ ۱۹۹۶) مدل و خواننده اهل فیلیپین است. وی از سال ۲۰۰۴ میلادی تاکنون مشغول فعالیت بوده است.